# アントニオ・ホドリゴ・ノゲイラ
アントニオ・ホドリゴ・ノゲイラ（Antônio Rodrigo Nogueira、1976年6月2日 - ）は、ブラジルの元男性総合格闘家、柔術家。バイーア州ヴィトリア・ダ・コンキスタ出身。チーム・ノゲイラ主宰。元PRIDE世界ヘビー級王者。元UFC世界ヘビー級暫定王者。UFC殿堂入り。
PRIDEでは総合格闘技における柔術の技術の高さや極めの強さから「柔術マジシャン」や「千の技を持つ男」と称され、エメリヤーエンコ・ヒョードル、ミルコ・クロコップと共にPRIDEヘビー級三強の一角を担った。無尽蔵のスタミナと驚異的なタフネスを持ち、どんなに劣勢に立たされても折れることのない不屈の精神力は多くのファイターや格闘技ファンからリスペクトされていた。また、寝技だけでなくスタンドでもハイレベルなボクシングテクニックを誇り、00年代半ばには数少なかったコンプリートファイターの一人であった。
一卵性双生児の弟アントニオ・ホジェリオ・ノゲイラも総合格闘家である。

## 来歴

### 幼少期から総合デビューまで
1976年、ヴィトリア・ダ・コンキスタで農場を営む家庭に生まれる。4歳から柔道を始め、10代半ば頃にはブラジルのボクシングオリンピックコーチのルイス・カルロス・ドレアからボクシングを学んでいた。11歳の頃、トラックの下敷きになるという事故で両肺が潰れ、肋骨1本と肝臓の一部を失う大怪我を負い、丸4日間生死の境を彷徨う。当時の医者には2度と歩けなくなるとまで宣告されたが、懸命のリハビリによって回復した。背中の右肩甲骨下に大きく凹んだ傷跡がその事故の名残りである。
1993年、アメリカで開催されたUFCでのホイス・グレイシーの活躍に憧れ、17歳の時ヒカルド・デラヒーバの弟子ギリェルメ・アサッドのもとでブラジリアン柔術を始め、その後はデラヒーバに直接師事した。
1999年1月、パンアメリカン柔術選手権に出場し、茶帯ペサディシモ（+97kg）級で優勝、またアブソルート（無差別）級では決勝でジヴァニウド・サンターナを下し2冠を達成し、22歳でデラヒーバからブラジリアン柔術黒帯を授与された。
その後アメリカに移住し、パンアメリカン選手権の活躍により総合格闘技団の体WEFにスカウトされ、1999年6月12日、WEF 5のデビッド・ドッド戦でプロ総合格闘技デビュー。
1999年7月には世界柔術選手権に出場し、黒帯無差別級でベスト4に進出するも、準決勝でホベルト・"ホレッタ"・マガリャエスに敗れている。また、この年に柔道の黒帯も取得している。

### リングス
1999年10月28日、リングスで開催された「KING of KINGS 1999トーナメント」出場のために初来日。KOKトーナメントの1回戦でヴァレンタイン・オーフレイムにV1アームロック、2回戦でコーチキン・ユーリに腕ひしぎ十字固めで勝利し、準決勝へ進出した。
2000年1月15日、ジョージア州のロームフォーラム・シビックセンターで行われたWEF 8のWEFヘビー級王座決定戦で、ジェレミー・ホーンと対戦し、判定勝ちを収め王座獲得に成功した
2000年2月26日、リングスのKING of KINGS 1999トーナメントの準々決勝でアンドレイ・コピィロフに判定で勝利するも、準決勝のダン・ヘンダーソンとの対戦では、延長ラウンドで数度のテイクダウンを奪い、かつマウントポジションを何度も取る等、終始優勢に試合を運んだにもかかわらず、審議委員判定によって敗れた。試合後、ノゲイラの部屋にヘンダーソンからビールが1ダース届けられた。
2000年3月、第3回アブダビコンバット99kg超級に出場。1回戦でショーン・アルバレスにポイント勝ちするものの、2回戦でリコ・ロドリゲスに膝十字固めで敗退した。
KOKトーナメント 2000 優勝
2000年10月9日、「RINGS KING OF KINGS 2000トーナメント」に出場し、1回戦でラバザノフ・アフメッド、2回戦で田村潔司にいずれも腕ひしぎ十字固めで一本勝ちを収め準々決勝に進出した。
2001年2月24日、RINGS KING OF KINGS 2000トーナメントの準々決勝でヴォルク・ハンに判定、準決勝で金原弘光にチョークスリーパー、決勝でヴァレンタイン・オーフレイムに肩固めで勝利し、優勝を果たした。
2001年にはまたカーウソン・グレイシー柔術アカデミーの分裂に際してマリオ・スペーヒー、ムリーロ・ブスタマンチらと共にブラジリアン・トップチームとして独立した。

### PRIDE
2001年7月29日、PRIDE初出場となったPRIDE.15でゲーリー・グッドリッジに三角絞めで一本勝ちを収めた。
2001年9月24日、PRIDE.16にてPRIDE2戦目で前年のPRIDEグランプリの覇者、マーク・コールマンと対戦。三角絞めでコールマンが立ち上がったのに合わせ腕ひしぎ三角固めに移行し、タップアウト勝利を収めた。

#### PRIDEヘビー級王座獲得
2001年11月3日、PRIDE.17では初代PRIDEヘビー級王座決定戦でヒース・ヒーリングと対戦し、判定勝ちを収め王座獲得に成功した。
2002年2月24日、PRIDE.19でエンセン井上の引退試合の相手を務める。試合はガードからアームロックを極めたが、エンセンがタップしないため三角絞めに切り替え、最後は絞め落とし一本勝ち。
2002年8月8日、UFO LEGENDに出場し菊田早苗と対戦、寝技の攻防で一本は奪えなかったものの、スタンドの打撃で攻勢に立ち、最後は右ストレートで失神KO勝ち。
サップ戦
2002年8月28日、Dynamite!でボブ・サップと対戦。実に50kg以上にも及ぶ体重差とサップのパワーに苦しめられるが、腕ひしぎ十字固めにより逆転一本勝利を収めた。
2002年11月24日、PRIDE.23のセーム・シュルト戦ではタックルを切られるなどてこずる場面もあったが、最後はマウントからの三角絞めで勝利した。
2002年12月23日、PRIDE.23から1か月後のPRIDE.24にも出場し、リングス時代に敗北を喫したダン・ヘンダーソンと再戦し、オモプラッタで主導権を握り、腕ひしぎ十字固めで一本勝ちを収めた。
ヒョードル第1戦
2003年3月16日、PRIDE.25で行われたPRIDEヘビー級タイトルマッチにてエメリヤーエンコ・ヒョードルとの初防衛戦に挑んだが、ノゲイラの寝技を研究し尽くしたヒョードルの戦略と強烈なパウンドの前に圧倒され、判定で敗れ王座陥落した。
2003年8月10日、PRIDE GRANDPRIX 2003 開幕戦のワンマッチで元UFC世界ヘビー級王者リコ・ロドリゲスと対戦。判定により勝利を収めたが、PRIDEとUFCの判定基準の相違により物議を醸す結果となった。後に英語版公式サイトにて判定に関する説明が行われた。

#### PRIDEヘビー級暫定王座獲得
ミルコ戦
2003年11月9日、PRIDE GRANDPRIX 2003 決勝戦で行われた、ヘビー級王者ヒョードルの怪我による、ミルコ・クロコップとのPRIDEヘビー級暫定王座決定戦では、テイクダウンを奪えずスタンドで劣勢に立ち、1R終了間際には左ハイキックでダウン、かろうじてゴングに救われた。2Rは開始早々テイクダウンからマウントを奪い、ミルコのブリッジに合わせて腕ひしぎ十字固めで逆転一本勝ちを収め王座獲得に成功した。
PRIDE GRANDPRIX 2004
2004年4月25日、PRIDE GRANDPRIX 2004 開幕戦で行われたPRIDEヘビー級グランプリの1回戦で横井宏考にスピニングチョークで一本勝ちを収め、2回戦に進出した。
2004年6月20日、PRIDE GRANDPRIX 2004 2nd ROUNDで行なわれれたグランプリ2回戦でもヒース・ヒーリングにスピニングチョークで一本勝ちを収め、ベスト4に進出した。
2004年8月15日、PRIDE GRANDPRIX 2004 決勝戦で行なわれれたグランプリ準決勝でセルゲイ・ハリトーノフを判定で下し、続くグランプリ決勝では因縁のエメリヤーエンコ・ヒョードルと再戦するも、偶然のバッティングによりヒョードルが出血したため、無効試合に終わった。
ヒョードル第3戦
2004年12月31日、PRIDE 男祭り 2004のメインイベントでPRIDEヘビー級王座とPRIDEヘビー級グランプリ王座の両タイトルを賭けてエメリヤーエンコ・ヒョードルと3度目の対戦。第2戦で圧倒されたパウンド対策は実を結んだものの、打撃、寝技の両面において完封され判定負けを喫し王座獲得に失敗した。なお、この日は会場入りが大幅に遅れてしまい、オープニングセレモニーに間に合わなかった。そのため、双子の弟のホジェリオに代打でセレモニーに参加してもらっていた。
2005年6月26日、PRIDE GRANDPRIX 2005 2nd ROUNDでパウエル・ナツラにマウントパンチでTKO勝利を収めた。この年は1試合の出場にとどまった。
PRIDE 無差別級グランプリ 2006
2006年5月5日、PRIDE 無差別級グランプリ 2006 開幕戦で行なわれたPRIDE無差別級グランプリの1回戦でズールに腕ひしぎ十字固めで一本勝ちを収め、2回戦に進出した。
2006年7月1日、PRIDE 無差別級グランプリ 2006 2nd ROUNDで行なわれたグランプリ2回戦でファブリシオ・ヴェウドゥムに判定勝ちを収め、準決勝に進出した。
2006年9月10日、PRIDE 無差別級グランプリ 2006 決勝戦で行なわれたグランプリ準決勝でジョシュ・バーネットと対戦、PRIDE史上に残る寝技対決の末、僅差の判定1-2で敗れた。
2006年12月31日、PRIDE 男祭り 2006でジョシュ・バーネットと再戦し、3-0の判定勝利を収め、リベンジを果たした。

### UFC
2007年4月5日のUFC Fight Night: Stevenson vs. GuillardをUFCのダナ・ホワイト社長とともにケージサイドで観戦し、続く4月8日のUFC 69でオクタゴンに登場。ダナ・ホワイト社長からUFCに参戦することが正式に発表された。
また、これに前後して長年在籍したブラジリアン・トップチームを離脱。ブラック・ハウスでトレーニングを積みながら、アメリカに自身の新しいチーム「チーム・ノゲイラ」を発足した。
2007年7月7日、UFCデビューとなるUFC 73のヒース・ヒーリングとの3度目の対戦では、1R終盤にヒーリングのハイキックでダウンを奪われるも、それ以外では終始試合を支配して判定勝ちを収めた。

#### UFC世界ヘビー級暫定王座獲得
2008年2月2日、UFC 81のUFC世界ヘビー級暫定王座決定戦でティム・シルビアと対戦。1Rにはダウンを奪われるなど劣勢であったが、3Rにスイープからのギロチンチョークで一本勝ちを収め王座獲得に成功した。また、この試合は同大会のファイト・オブ・ザ・ナイトに選ばれた。
2008年9月、The Ultimate Fighterのシーズン8でフランク・ミアと共にそれぞれのチームのヘッドコーチを務めた。
2008年12月27日、暫定王座の初防衛戦となったUFC 92でフランク・ミアと対戦。左フックで倒されたところにパウンドを連打されTKO負けを喫し王座陥落した。ノゲイラは、試合の一週間前までブドウ球菌感染で入院していたことを明かし、また、試合前から負傷していた膝の手術を受けた。
2009年8月29日、復帰戦となったUFC 102では、二度のダウンを奪ってランディ・クートゥアに判定勝ちを収め、王者ブロック・レスナーへの挑戦、ミアとの再戦をアピールした。ファイト・オブ・ザ・ナイトを受賞した。
2010年2月20日、オーストラリアで開催されたUFC 110でケイン・ヴェラスケスと対戦。1R2分20秒、右ストレートからのパウンドでKO負け。
2010年9月25日のUFC 119で決まっていたフランク・ミアとの再戦をキャンセルして、故障箇所の腰と膝の手術を受けた。
2011年8月27日、約1年6ヶ月振りの復帰戦をUFC 134でブレンダン・シャウブと対戦し、1RKO勝ち。ノックアウト・オブ・ザ・ナイトを受賞した。
2011年12月10日、UFC 140でフランク・ミアと約3年振りに再戦。パンチでダウンを奪うも、キムラロックで逆転の一本負け。キャリア初の一本負けとなった。フィニッシュのキムラロックで右上腕骨を骨折する重傷を負った。
2012年10月13日、UFC 153でデイブ・ハーマンと対戦し、2Rに腕ひしぎ十字固めで一本勝ち。サブミッション・オブ・ザ・ナイトを受賞した。
2013年、The Ultimate Fighter: Brazil 2でファブリシオ・ヴェウドゥムと共にそれぞれのチームのヘッドコーチ役を務める。6月8日のUFC on Fuel TV 10でヘビー級ランキング3位のヴェウドゥムと約7年振りに再戦。2Rに腕ひしぎ十字固めを極められて一本負け。
2014年4月11日、UFC Fight Night: Nogueira vs. Nelsonでヘビー級ランキング9位のロイ・ネルソンと対戦し、失神KO負け。試合後、ダナ・ホワイトに引退勧告を受けた。
2014年6月17日、右膝の前十字靭帯の部分断裂を修復する手術を受けた。
2015年3月、膝と腰と肘の幹細胞治療を受けた。
2015年8月1日、約1年4ヶ月振りの復帰戦をUFC 190でヘビー級ランキング15位のステファン・ストルーフェと対戦し、判定負け。

### 現役引退
2015年9月1日　現役引退を発表。引退後はUFCブラジルでのアスリート・リレーションズアンバサダー（選手発掘大使）に就任することになった。

## 人物・逸話
- 親日家で、好きな日本食は寿司、好きな街は六本木とコメントしている。
- 趣味はサーフィン。
- リングス時代はブラジルのサッカークラブであるCRヴァスコ・ダ・ガマのテーマ「COME WITH ME」を入場曲にしていた。PRIDEでは、ZZの「NO WAY OUT」を入場曲にしていた。これは、PRIDE王者時代に彼を称えるために作られた曲である。また、2002年8月28日、Dynamite!でのボブ・サップ戦ではDragon Ashの「Revolater」を入場曲として使用した。
- 一卵性双生児の弟アントニオ・ホジェリオ・ノゲイラも総合格闘家である。2人の外見的な見分け方は、ホドリゴの方が若干体格が大きく、向かって右耳がホジェリオより湧いている点にあり、また背中の傷跡の有無も2人を見分けるポイントである。加えて、スタンドでの構えがホドリゴがオーソドックスであるのに対し、ホジェリオはサウスポーである。ほかに、肩に刺青があるのがホドリゴで、胸に刺青があるのがホジェリオである。
- 2006年5月頃より右眼の黒い部分に白濁が発見され、眼疾が懸念されていが、治療は完了し、まったく問題はないとノゲイラ自身がインタビューで語っている。
- 母国ブラジルでは自身のニックネームを冠した「Minotauro Fight」を主催しており、後進の育成にも非常に積極的。将来の夢には、恵まれない子供たちを選手と育成する道場を構えることを挙げている。
- アンデウソン・シウバとの親交が深く、アンデウソンにブラジリアン柔術を教授し、ブラジリアン柔術黒帯を授与している[14]。
- 2004年から2005年にかけて日本テレビで放送されたバラエティ番組「アフリカのツメ」に、旅館に勤める外国人板前「ノゲイラ」役で準レギュラー出演した。

## 戦績
| 総合格闘技 戦績 | 総合格闘技 戦績 | 総合格闘技 戦績 | 総合格闘技 戦績 | 総合格闘技 戦績 | 総合格闘技 戦績 | 総合格闘技 戦績 |
| --------------- | --------------- | --------------- | --------------- | --------------- | --------------- | --------------- |
| 46 試合         | (T)KO           | 一本            | 判定            | その他          | 引き分け        | 無効試合        |
| 34 勝           | 3               | 21              | 10              | 0               | 1               | 1               |
| 10 敗           | 3               | 2               | 5               | 0               | 1               | 1               |

| 勝敗 | 対戦相手                     | 試合結果                            | 大会名                                                               | 開催年月日     |
| ×    | ステファン・ストルーフェ     | 5分3R終了 判定0-3                   | UFC 190: Rousey vs. Correia                                          | 2015年8月1日   |
| ×    | ロイ・ネルソン               | 1R 3:37 KO（右フック）              | UFC Fight Night: Nogueira vs. Nelson                                 | 2014年4月11日  |
| ×    | ファブリシオ・ヴェウドゥム   | 2R 2:41 腕ひしぎ十字固め            | UFC on Fuel TV 10: Nogueira vs. Werdum                               | 2013年6月8日   |
| ○    | デイブ・ハーマン             | 2R 4:31 腕ひしぎ十字固め            | UFC 153: Silva vs. Bonnar                                            | 2012年10月13日 |
| ×    | フランク・ミア               | 1R 3:38 キムラロック                | UFC 140: Jones vs. Machida                                           | 2011年12月10日 |
| ○    | ブレンダン・シャウブ         | 1R 3:09 KO（スタンドパンチ連打）    | UFC 134: Silva vs. Okami                                             | 2011年8月27日  |
| ×    | ケイン・ヴェラスケス         | 1R 2:20 KO（右ストレート→パウンド） | UFC 110: Nogueira vs. Velasquez                                      | 2010年2月20日  |
| ○    | ランディ・クートゥア         | 5分3R終了 判定3-0                   | UFC 102: Couture vs. Nogueira                                        | 2009年8月29日  |
| ×    | フランク・ミア               | 2R 1:54 TKO（左フック→パウンド）    | UFC 92: The Ultimate 2008 【UFC世界ヘビー級暫定タイトルマッチ】      | 2008年12月27日 |
| ○    | ティム・シルビア             | 3R 1:28 フロントチョーク            | UFC 81: Breaking Point 【UFC世界ヘビー級暫定王座決定戦】             | 2008年2月2日   |
| ○    | ヒース・ヒーリング           | 5分3R終了 判定3-0                   | UFC 73: Stacked                                                      | 2007年7月7日   |
| ○    | ジョシュ・バーネット         | 3R（10分/5分/5分）終了 判定3-0      | PRIDE 男祭り 2006 -FUMETSU-                                          | 2006年12月31日 |
| ×    | ジョシュ・バーネット         | 2R（10分/5分）終了 判定1-2          | PRIDE 無差別級グランプリ 2006 決勝戦 【無差別級グランプリ 準決勝】   | 2006年9月10日  |
| ○    | ファブリシオ・ヴェウドゥム   | 3R（10分/5分/5分）終了 判定3-0      | PRIDE 無差別級グランプリ 2006 2nd ROUND 【無差別級グランプリ 2回戦】 | 2006年7月1日   |
| ○    | ズール                       | 1R 2:17 腕ひしぎ十字固め            | PRIDE 無差別級グランプリ 2006 開幕戦 【無差別級グランプリ 1回戦】    | 2006年5月5日   |
| ○    | 田村潔司                     | 1R 2:24 腕ひしぎ十字固め            | PRIDE.31 Dreamers                                                    | 2006年2月26日  |
| ○    | パウエル・ナツラ             | 1R 8:38 TKO（マウントパンチ）       | PRIDE GRANDPRIX 2005 2nd ROUND                                       | 2005年6月26日  |
| ×    | エメリヤーエンコ・ヒョードル | 3R（10分/5分/5分）終了 判定0-3      | PRIDE 男祭り 2004 -SADAME- 【PRIDE世界ヘビー級統一王座決定戦】       | 2004年12月31日 |
| －   | エメリヤーエンコ・ヒョードル | 1R 3:52 無効試合（バッティング）    | PRIDE GRANDPRIX 2004 決勝戦 【ヘビー級グランプリ 決勝】              | 2004年8月15日  |
| ○    | セルゲイ・ハリトーノフ       | 2R（10分/5分）終了 判定3-0          | PRIDE GRANDPRIX 2004 決勝戦 【ヘビー級グランプリ 準決勝】            | 2004年8月15日  |
| ○    | ヒース・ヒーリング           | 2R 0:30 スピニングチョーク          | PRIDE GRANDPRIX 2004 2nd ROUND 【ヘビー級グランプリ 2回戦】          | 2004年6月20日  |
| ○    | 横井宏考                     | 2R 1:25 スピニングチョーク          | PRIDE GRANDPRIX 2004 開幕戦 【ヘビー級グランプリ 1回戦】             | 2004年4月25日  |
| ○    | ミルコ・クロコップ           | 2R 1:45 腕ひしぎ十字固め            | PRIDE GRANDPRIX 2003 決勝戦 【PRIDE世界ヘビー級暫定王座決定戦】      | 2003年11月9日  |
| ○    | リコ・ロドリゲス             | 3R（10分/5分/5分）終了 判定3-0      | PRIDE GRANDPRIX 2003 開幕戦                                          | 2003年8月10日  |
| ×    | エメリヤーエンコ・ヒョードル | 3R（10分/5分/5分）終了 判定0-3      | PRIDE.25 【PRIDE世界ヘビー級タイトルマッチ】                         | 2003年3月16日  |
| ○    | ダン・ヘンダーソン           | 3R 1:49 腕ひしぎ十字固め            | PRIDE.24                                                             | 2002年12月23日 |
| ○    | セーム・シュルト             | 1R 6:36 三角絞め                    | PRIDE.23                                                             | 2002年11月24日 |
| ○    | ボブ・サップ                 | 2R 4:03 腕ひしぎ十字固め            | Dynamite! SUMMER NIGHT FEVER in 国立                                 | 2002年8月28日  |
| ○    | 菊田早苗                     | 2R 0:29 KO（右ストレート）          | UFO LEGEND                                                           | 2002年8月8日   |
| ○    | エンセン井上                 | 1R 6:17 三角絞め                    | PRIDE.19                                                             | 2002年2月24日  |
| ○    | ヒース・ヒーリング           | 3R（10分/5分/5分）終了 判定3-0      | PRIDE.17 【PRIDE世界ヘビー級王座決定戦】                             | 2001年11月3日  |
| ○    | マーク・コールマン           | 1R 6:10 腕ひしぎ三角固め            | PRIDE.16                                                             | 2001年9月24日  |
| ○    | ゲーリー・グッドリッジ       | 1R 2:37 三角絞め                    | PRIDE.15                                                             | 2001年7月29日  |
| ○    | ヴァレンタイン・オーフレイム | 1R 1:20 肩固め                      | RINGS KING of KINGS GRAND-FINAL 【決勝】                             | 2001年2月24日  |
| ○    | 金原弘光                     | 2R 0:21 チョークスリーパー          | RINGS KING of KINGS GRAND-FINAL 【準決勝】                           | 2001年2月24日  |
| ○    | ヴォルク・ハン               | 5分2R終了 判定3-0                   | RINGS KING of KINGS GRAND-FINAL 【準々決勝】                         | 2001年2月24日  |
| ○    | 田村潔司                     | 2R 2:29 腕ひしぎ十字固め            | RINGS KING of KINGS Aブロック 【2回戦】                              | 2000年10月9日  |
| ○    | ラバザノフ・アフメッド       | 1R 1:38 腕ひしぎ十字固め            | RINGS KING of KINGS Aブロック 【1回戦】                              | 2000年10月9日  |
| △    | 高阪剛                       | 5分2R終了 判定1-0                   | RINGS Millennium Combine III                                         | 2000年8月23日  |
| ×    | ダン・ヘンダーソン           | 5分2R+延長R終了 判定1-2             | RINGS KING of KINGS 1999 GRAND-FINAL 【準決勝】                      | 2000年2月26日  |
| ○    | アンドレイ・コピィロフ       | 5分2R終了 判定1-0                   | RINGS KING of KINGS 1999 GRAND-FINAL 【準々決勝】                    | 2000年2月26日  |
| ○    | ジェレミー・ホーン           | 8分3R終了 判定3-0                   | WEF 8: Goin' Platinum 【WEFヘビー級王座決定戦】                      | 2000年1月15日  |
| ○    | コーチキン・ユーリ           | 1R 0:40 腕ひしぎ十字固め            | RINGS RISE 6th KING of KINGS Aブロック 【2回戦】                     | 1999年10月28日 |
| ○    | ヴァレンタイン・オーフレイム | 1R 1:51 V1アームロック              | RINGS RISE 6th KING of KINGS Aブロック 【1回戦】                     | 1999年10月28日 |
| ○    | ネイト・シュローダー         | 1R 1:52 腕ひしぎ十字固め            | WEF 7: Stomp in the Swamp                                            | 1999年10月9日  |
| ○    | デビッド・ドッド             | 1R 3:12 腕ひしぎ十字固め            | World Extreme Fighting 5                                             | 1999年6月12日  |

## 獲得タイトル
- 世界柔術選手権 黒帯アブソリュート級 3位（1999年）
- リオデジャネイロ柔術選手権 優勝7回[15]
- ノースイースタン柔術選手権 優勝6回[15]
- WEFヘビー級王座（2000年）
- リングス WORLD MEGA-BATTLE OPEN TOURNAMENT KING of KINGS 優勝（2001年）
- 初代PRIDE世界ヘビー級王座（2001年）
- PRIDE世界ヘビー級暫定王座（2003年）
- PRIDE GRANDPRIX 2004 準優勝（2004年）
- UFC世界ヘビー級暫定王座（2008年）

## 表彰
- UFC ファイト・オブ・ザ・ナイト（2回）
- UFC ノックアウト・オブ・ザ・ナイト（1回）
- UFC サブミッション・オブ・ザ・ナイト（1回）
- UFC殿堂入り（2016年）
- フォレスト・グリフィン・コミュニティ賞（2023年）
- MMA Fighting ファイト・オブ・ザ・イヤー（2003年/ミルコ・クロコップ戦）
- SHERDOG 殿堂入り（2014年）

## 入場テーマ曲
- COME WITH ME（CRヴァスコ・ダ・ガマ） - リングス時代に使用。
- NO WAY OUT（ZZ） - PRIDE時代に使用。
- Gimme Shelter（ローリング・ストーンズ）- UFC 73～UFC 110まで使用。

## 出演映画
- エクスペンダブルズ（2010年）